# Scatophagus
Scatophagus is een geslacht van de familie van argusvissen (Scatophagidae) en kent twee soorten.

## Taxonomie
Het geslacht kent de volgende soorten:
- Scatophagus argus (Linnaeus, 1766) – Argusvis
- Scatophagus tetracanthus (Lacépède, 1802)